# Châteaumeillant
Châteaumeillant je naselje in občina v osrednjem francoskem departmaju Cher regije Center. Leta 1999 je naselje imelo 2.058 prebivalcev.

## Geografija
Kraj leži v pokrajini Berry ob reki Sinaise, 64 km južno od Bourgesa.

## Uprava
Châteaumeillant je sedež istoimenskega kantona, v katerega so poleg njegove vključene še občine Beddes, Culan, Préveranges, Reigny, Saint-Christophe-le-Chaudry, Saint-Jeanvrin, Saint-Maur, Saint-Priest-la-Marche, Saint-Saturnin in Sidiailles s 5.523 prebivalci.
Kanton Châteaumeillant je sestavni del okrožja Saint-Amand-Montrond.

## Zanimivosti
- nekdanja notredamska cerkev iz 11. stoletja, med francosko revolucijo spremenjena delno v tržnico, delno v zapor,
- benediktinska opatija Saint-Genès iz 12. stoletja, od leta 1862 francoski zgodovinski spomenik,
- arheološki muzej Émile-Chénon, ustanovljen v 15. stoletju.